# Passiflora indecora
Passiflora indecora là một loài thực vật thuộc họ Passifloraceae. Loài này có ở Ecuador và có thể cả Peru.